# Gudo
Gudo é uma comuna da Suíça, no Cantão Tessino, com cerca de 769 habitantes. Estende-se por uma área de 9,95 km², de densidade populacional de 77 hab/km². Confina com as seguintes comunas: Cadenazzo, Cugnasco, Giubiasco, Sant'Antonino, Sementina.
A língua oficial nesta comuna é o Italiano.